# Primnoella scotiae
Primnoella scotiae is een zachte koraalsoort uit de familie Primnoidae. De koraalsoort komt uit het geslacht Primnoella. Primnoella scotiae werd in 1906 voor het eerst wetenschappelijk beschreven door Thomson & Ritchie. 